# شهرزاد بهشتیان
شهرزاد بهشتیان خواننده و آهنگساز اهل ایران است.

## زندگی هنری
شهرزاد بهشتیان زاده ۱۳۶۳ در تهران است. او در خانواده ای اهل موسیقی متولد شد. مادرش «بیتا بهشتیان» از آهنگسازان ایرانی است. اولین اجرای او به عنوان تک خوان (سولیست) در سن ۶ سالگی در فرهنگسرای بهمن بود. آن هنگام نقطه شروع فعالیت او به عنوان «خواننده کودک» بود. پس از آن، به عنوان خواننده در گروه‌های مختلف و همچنین در ضبط آثار آهنگ‌سازان مختلف در حیطه «موسیقی کودک» فعالیت خود را ادامه داد. او علاوه بر اجرای ترانه‌های کودکانه در اجرا و خوانندگی تبلیغات تلویزیونی نیز فعال بود، صدای شخصیت «صدف» در تبلیغات «داروگر» نمونه ای از فعالیت‌های او در این زمینه است «قوری قوری جون گل کاشتی، هر چی می‌خواستم، داشتی».
او در سال ۱۳۸۶ در رشته «موسیقی جهانی نوازندگی ویولنسل»، از دانشکده هنرهای زیبا، دانشگاه تهران فارغ‌التحصیل شد. پس از آن در رشته آهنگسازی در مقطع کارشناسی ارشد تحصیلات خود را ادامه داد اما به پایان نرساند و به جهت تکمیل تحصیلات خود به اتریش سفر کرد و در سال ۱۳۹۰ در رشته «آموزش موسیقی و حرکت با نگرش اُرف - شول‌وِرک» از دانشکدهٔ کارل ارف، دانشگاه موتسارتِئوم، سالزبورگ، اتریش فارغ‌التحصیل شد و به ایران بازگشت. بیشترین فعالیت او در زمینه خوانندگی و تدریس موسیقی کودک می‌باشد.

## فعالیت‌های هنری
از جمله فعالیت‌های هنری «شهرزاد بهشتیان» به موارد زیر می‌توان اشاره نمود:
- عضو کانون آهنگسازان سینمای ایران
- رئیس هیئت مدیره مؤسسه هنری آدمک (آموزش و دانش موسیقی کودک)
- قائم‌مقام مدیر انجمن اُرف-شول‌وِرک ایران
- شرکت در کارگاه تابستانی «تربیت مربی با نگرش اُرف-شول‌وِرک»، سالزبورگ، اتریش، ۱۳۸۶
- عضو پروژهٔ «کلاس پرنده»، از ۱۳۹۱
- تدریس سلفژ و تربیت شنوایی، از ۱۳۸۷
- برگزارکننده و مربی کارگاه‌های تربیت مربی موسیقی کودک با نگرش اُرف-شول‌وِرک در تهران و شهرستان‌ها، از ۱۳۸۶
- مربی کارگاه‌های پرورش خلاقیت و موسیقی، از ۱۳۸۵
- مربی نگرش اُرف-شول‌وِرک، از ۱۳۷۸
- همکاری در ضبط و تولید آثار موسیقی کودکان به عنوان خواننده، از ۱۳۷۰
- شرکت در جشنواره‌های مختلف موسیقی به عنوان خواننده، نوازنده، رهبر گروه کر و ارکستر، از ۱۳۶۸

## آثار هنری
برخی از آثار هنری «شهرزاد بهشتیان» عبارتند از:
- خواننده آلبوم موسیقی «دنیای شادی» با آهنگسازی: کارل ارف، محلی، محمدتقی کهنمویی، ناصر نظر، بلا بارتوک، ثمین باغچه‌بان، امیرفرشید رحیمیان و تنظیم: ناصر نظر[۵]
- خواننده آلبوم موسیقی «ترانه شادی» با آهنگسازی: ناصر نظر، علی بکان، محلی، لودویگ ون بتهوون، حسین علیزاده[۶]
- خواننده و تنظیم کننده آلبوم موسیقی «نمک»[۷]
- خواننده فیلم سینمایی موزیکال «اختاپوس» به آهنگسازی: بهنام صبوحی و کارگردانی: سید جواد هاشمی[۸]
- خواننده آلبوم موسیقی «سلامِ شیرین» با آهنگسازی: ناصر نظر[۹]
- نوازنده آلبوم موسیقی «ترانه‌های کوچک برای بیداری» با آهنگسازی: ناصر نظر[۱۰]
- خواننده آلبوم موسیقی «ورجه وورجه» با تنظیم: علی تفرشی[۱۱]
- خواننده آلبوم موسیقی «صدای شاعر ۴» با آهنگسازی: محمود منتظم صدیقی (۱۳۷۶)[۱۲]
- خواننده آلبوم موسیقی «دارا و سارا» با آهنگسازی: کامبیز روشن‌روان، علی بکان، محمود منتظم صدیقی (۱۳۷۷)[۱۳]
- خواننده آلبوم موسیقی «ستاره‌ها بیدار شین» با آهنگسازی: مهدی بزرگمهر و میترا بصیری (۱۳۷۸)[۱۴]
- خواننده آلبوم موسیقی «صدای شکفتن» با آهنگسازی: علی تفرشی (۱۳۷۹)[۱۵]
- همخوان آلبوم موسیقی «شقایق جنوب» با آهنگسازی: بهنام صبوحی، هادی هژیرآذر، آذر هاشمی، محمود منتظم صدیقی، علی بکان، امید سیاره، محمد نصرتی (۱۳۷۹)[۱۶]
- خواننده آلبوم موسیقی «فرزندان ایران» با آهنگسازی: مسعود نظر (۱۳۸۱)[۱۷]
- خواننده آلبوم موسیقی «مادر» با آهنگسازی: محمود منتظم صدیقی، بهزاد عبدی، مهرداد نصرتی، مهدی بزرگمهر، هادی هژیرآذر، آذر هاشمی (۱۳۸۱)[۱۸]
- خواننده آلبوم موسیقی «ترانه‌های کودکان» با آهنگسازی: علی بکان (۱۳۸۴)[۱۹]
- خواننده آلبوم موسیقی «یکدسته گل» با آهنگسازی: کامبیز روشن روان، علی تفرشی، امیر بکان، محمود منتظم صدیقی، مسعود نظر، بهنام صبوحی، سید محمد میرزمانی، محمد نصرتی، میترا بصیری، مهدی بزرگمهر، حسین حمیدی، محمود جعفری‌امید (۱۳۸۶)[۲۰]
- خواننده آلبوم موسیقی «در مزرعه» با تنظیم گروه آدمک (۱۳۹۶)[۲۱]
- ساخت موسیقی تئاتر «ماهی سیاه کوچولو» به کارگردانی محمد عاقبتی (۱۳۹۷)[۲۲]